# László-Kiss Dezső
László-Kiss Dezső (Budapest, 1953. szeptember 13. –) szobrász, festő, grafikus.

## Életpályája
Művészeti tanulmányait a londoni Ealing College and School of Art-on és a Magyar Iparművészeti Egyetemen, az alkalmazott grafika tanszéken végezte. 1982-től a Magyar Alkotóművészek Országos Egyesülete tagja. 1984-től kiállító művész. 1990-től az A.R.C. Grafikai Stúdió művészeti vezetője. 2006 óta a Saint Galéria művészeti vezetője. 2009-ben a Barakk Csoport alapító tagja volt. Koordinálta a csoport kiállításait. 2012-től a TAT Galéria művésze.
Munkái megtalálhatóak ausztrál, francia, japán és magyar magángyűjtőknél.

## Kiállításai
- 1984-1985, 1987, 1990-1991, 1994, 1996, 1999, 2005-2006, 2008-2010, 2012-2016, 2019-2021 Budapest
- 1996 Pécs
- 2012 Hódmezővásárhely
- 2014 Miskolc
- 2017 Szentendre
- 2018 Szeged
- 2022 Balatonfüred

## Díjai
- Nívódíj (1994, Gallup Intézet)
- Nívódíj (2007, Kelet Kiadó)
- a Honvédelmi Miniszter fődíj (2019)